# Pobeg
Pobeg (russisk: Побег) er en russisk spillefilm fra 2005 af Jegor Kontjalovskij.

## Medvirkende
- Jevgenij Mironov som Jevgenij Vetrov
- Aleksej Serebrjakov som Pakhomov
- Andrej Smoljakov som Topilin
- Sergej Astakhov som Sobolev
- Viktorija Tolstoganova som Irina